# Zespół Okihiro
Zespół Okihiro (ang. Okihiro syndrome, Duane-radial ray syndrome) – rzadki zespół wad wrodzonych, na którego fenotyp składają się:
- anomalia Duane’a
- malformacje kostne kończyn górnych.

Niestale występują inne wady wrodzone: cechy dysmorficzne twarzy, utrata słuchu, wady serca i nerek, stopy końsko-szpotawe, wady kręgów.
Choroba spowodowana jest mutacjami w genie SALL4.